# Leptanthura chardyi
Leptanthura chardyi är en kräftdjursart som beskrevs av Negoescu 1992. Leptanthura chardyi ingår i släktet Leptanthura och familjen Leptanthuridae. Inga underarter finns listade i Catalogue of Life.